# 网

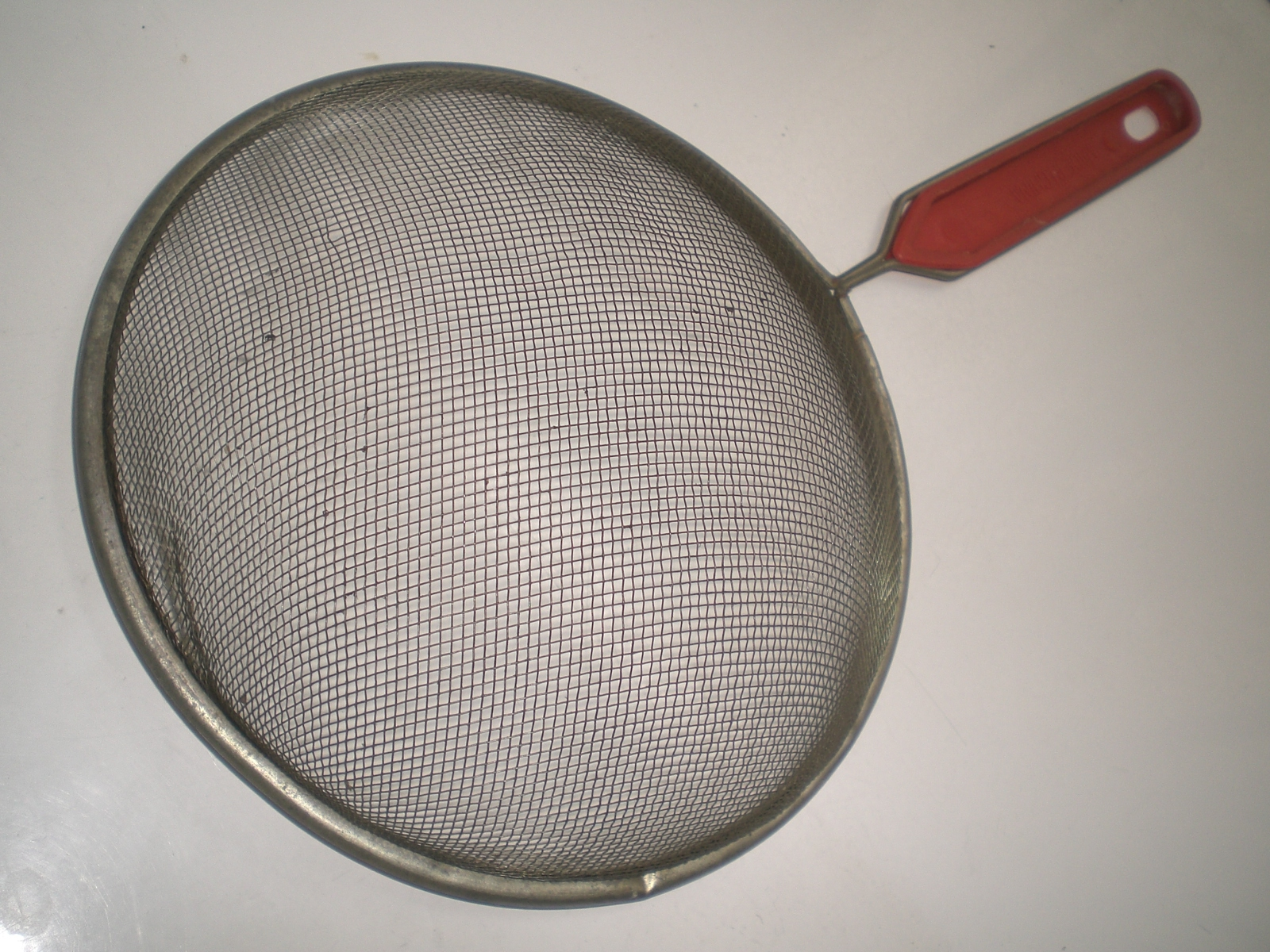
網

网是一种工具。它可以是一种捕捞工具，可以用作渔网、捕虫网等，或者是一种在体育项目中使用的网，例如足球网、曲棍球网等。
網由多條絲交架編織而成，無論是蜘蛛網或防盜網皆如此。不同的網由不同的物料造成，功能各異。

## 关于“网”
- 互联网
- 渔网
- 捕虫网
- 足球网